# تپه درگه (۱)
تپه درگه (۱) در شهرستان گیلانغرب، بخش گواور، دهستان گواور، ۸۰۰ متری شمال روستای ورگه واقع شده و این اثر در تاریخ ۲۷ اسفند ۱۳۸۶ با شمارهٔ ثبت ۲۲۳۴۸ به‌عنوان یکی از آثار ملی ایران به ثبت رسیده است.